# ألان توماس (لاعب كريكت)
ألان توماس (7 يناير 1947 في المملكة المتحدة - ) (بالإنجليزية: Alan Thomas)‏ هو لاعب كريكت بريطاني. لعب مع نادي مقاطعة لانكشر للكريكت ‏.

## وصلات خارجية
- ألان توماس على موقع إي آس بي آن كريك إنفو (الإنجليزية)